# Sarkaica
Sarkaica (románul: Șercăița, németül: Kleinschirkengen) falu Romániában, Erdélyben, Brassó megyében.

## Fekvése
Fogarastól 20 km-re délkeletre, a Fogarasi-havasok lábánál fekszik.

## Nevének eredete
Neve Sárkány nevének román kicsinyítő képzős változata. Először 1584-ben, Sarkaitza alakban említették.

## Története
Fogaras vidéki román falu volt. 1632-ben 37 jobbágycsalád (közülük 4 halász) és 5 havasalföldi zsellér, az 1722-es összeírás szerint 146 kisbojár- és 35 jobbágycsalád lakta. Először 1744-ben említett ortodox kolostorát 1761-ben Buccow tábornok lebontatta.

## Népessége
- 1850-ben 1125 lakosából 1112 volt román és 13 cigány nemzetiségű; 1125 ortodox vallású.
- 2002-ben 755 lakosából 516 volt román és 217 cigány nemzetiségű; 737 ortodox vallású.

## Látnivalók
- Ortodox temploma 1798-ban épült, az 1761-ben lerombolt kolostor helyén. Egy Teodor nevű festő festette ki 1811-ben.